# Rie Beisenherz
Maria Martha „Rie“ Beisenherz (* 8. September 1901 in Amsterdam; † 12. April 1992 in Bussum) war eine niederländische Schwimmerin und Wasserballspielerin.

## Karriere
Beisenherz begann ihre Karriere auf nationaler Ebene. 1920 gewann sie den ersten Wettbewerb für Frauen bei niederländischen Meisterschaften – sie sicherte sich die Goldmedaille über 100 m Freistil. Mit dem Sieg erhielt sie zeitgleich die Starterlaubnis für die Olympischen Spiele im selben Jahr in Antwerpen. Mit ihrer dortigen Teilnahme wurde sie zur ersten weiblichen niederländischen Olympionikin. Im Wettbewerb über 100 m Freistil scheiterte sie als Dritte ihres Vorlaufs knapp an der Finalqualifikation, stellte aber einen neuen nationalen Rekord über diese Distanz auf. Zusätzlich nahm sie an der Demonstrationssportart Wasserball teil. In den Jahren 1921 und 1922 sicherte sich die Sportlerin erneut die nationalen Titel über 100 m Freistil.